# راسب فيضي قديم

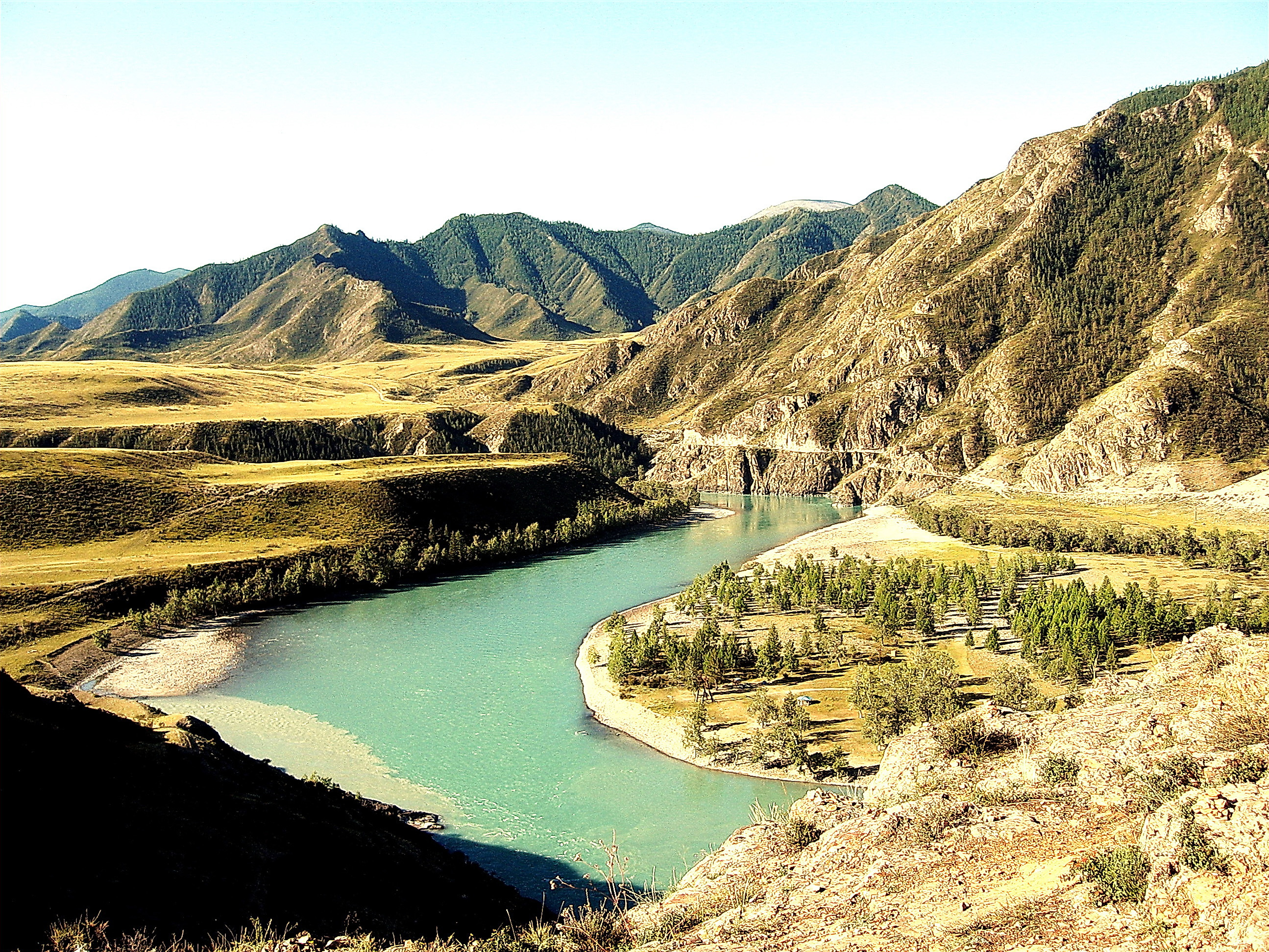
الرواسب الفيضية على نهر كاتون ألتاي إسكَبلَند في جمهورية ألطاي

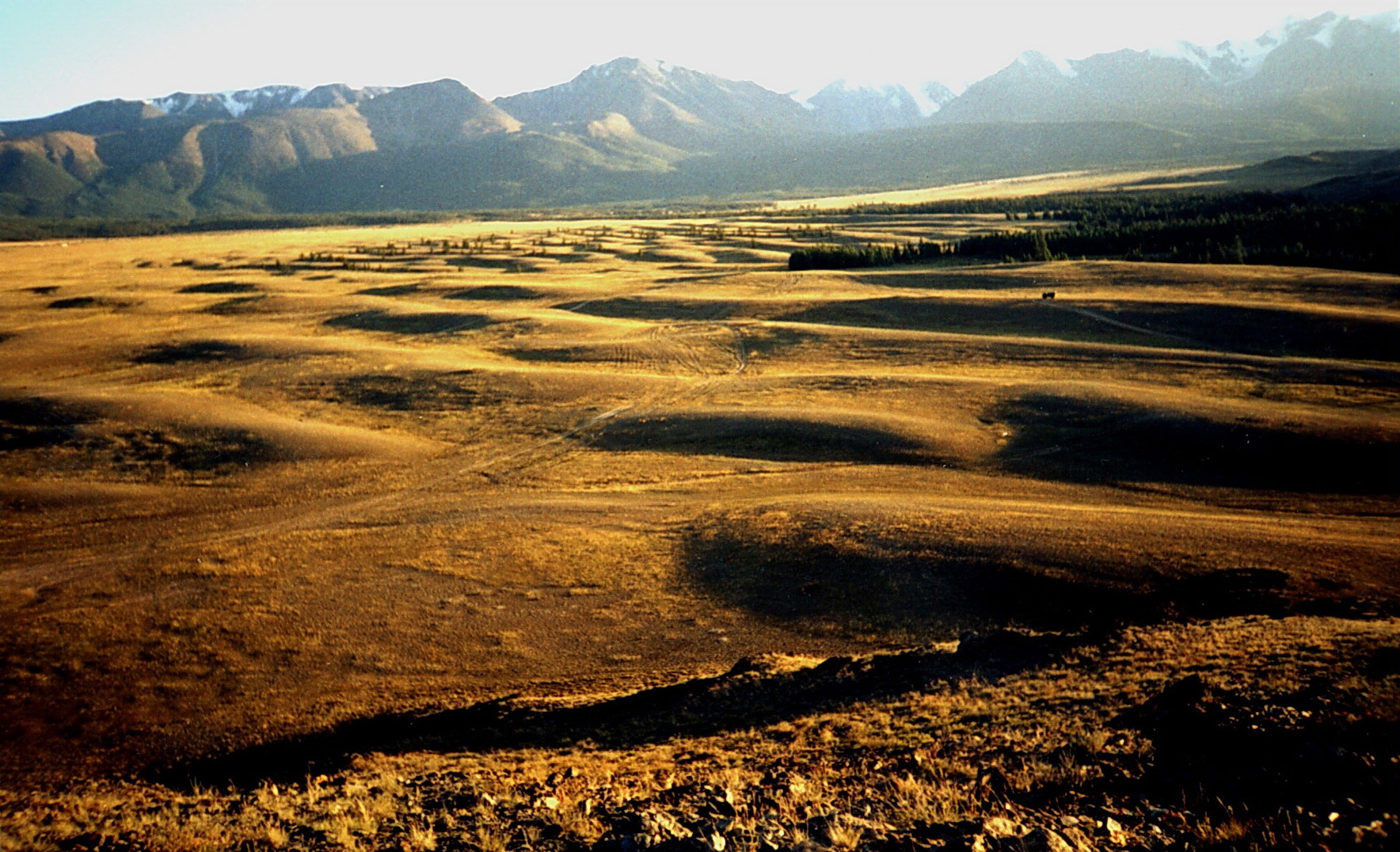
تموجات التيار العملاق في حوض كوراي في ألتاي بروسيا

الرَّاسب الفيضيّ أو الفيضي القديم أو المَجْلديّ أو النهري القديم أو الطوفانيّ هو مصطلح قديم استخدم خلال القرن التاسع عشر على الرواسب السطحية واسعة النطاق للرواسب التي لا يمكن تفسيرها من خلال العمل الدائم للأنهار والبحار. قيل في البداية أن الراسب الفيضي قد ترسبت بفعل الفيضانات غير العادية على نطاق واسع وتحديداً حادثة طوفان نوح.